# Trevor Coker
Trevor Coker, född 1 oktober 1949 i Whanganui, död 23 augusti 1981 i Whanganui, var en nyzeeländsk roddare.
Han tog OS-brons i åtta med styrman i samband med de olympiska roddtävlingarna 1976 i Montréal.